# الجنات (بلنسية)
الجَنَّات أو (نقحرة: الجينيت) هي بلدية في منطقة بلنسية في إسبانيا.